# Pont Charles-de-Gaulle
Il Pont Charles-de-Gaulle è un ponte di Parigi che attraversa la Senna nella zona est della città.
Esso collega il XII arrondissement, all'altezza di rue Van-Gogh, con il XIII arrondissement, sul quai d'Austerlitz. È il più recente ponte che attraversa la Senna a Parigi: in effetti le passerelle Léopold-Sédar-Senghor (1999) e Simone-de-Beauvoir (2006) non sono che passerelle pedonali.

## Storia
Il ponte Charles-de-Gaulle trae la sua origine dal recente sviluppo del sud-est di Parigi, nel quartiere di Bercy e dalla nuova biblioteca François-Mitterrand. La sua realizzazione fu decisa dal Consiglio di Parigi nel 1986 allo scopo di collegare questi due quartieri, decongestionare il pont d'Austerlitz e porre in collegamento diretto la stazione di Parigi Lione con quella d'Austerlitz.
Il progetto premiato di Louis Gerald Arretche e Roman Karansinski, si compone di una tavola di acciaio bianco poggiante sulle due spallette e su due pilastri attraverso due fasci conici di sottili tubi in acciaio e cerca di fondersi il più possibile con il paesaggio. Iniziato nel 1993, fu terminato tre anni dopo.

## Galleria di fotografie

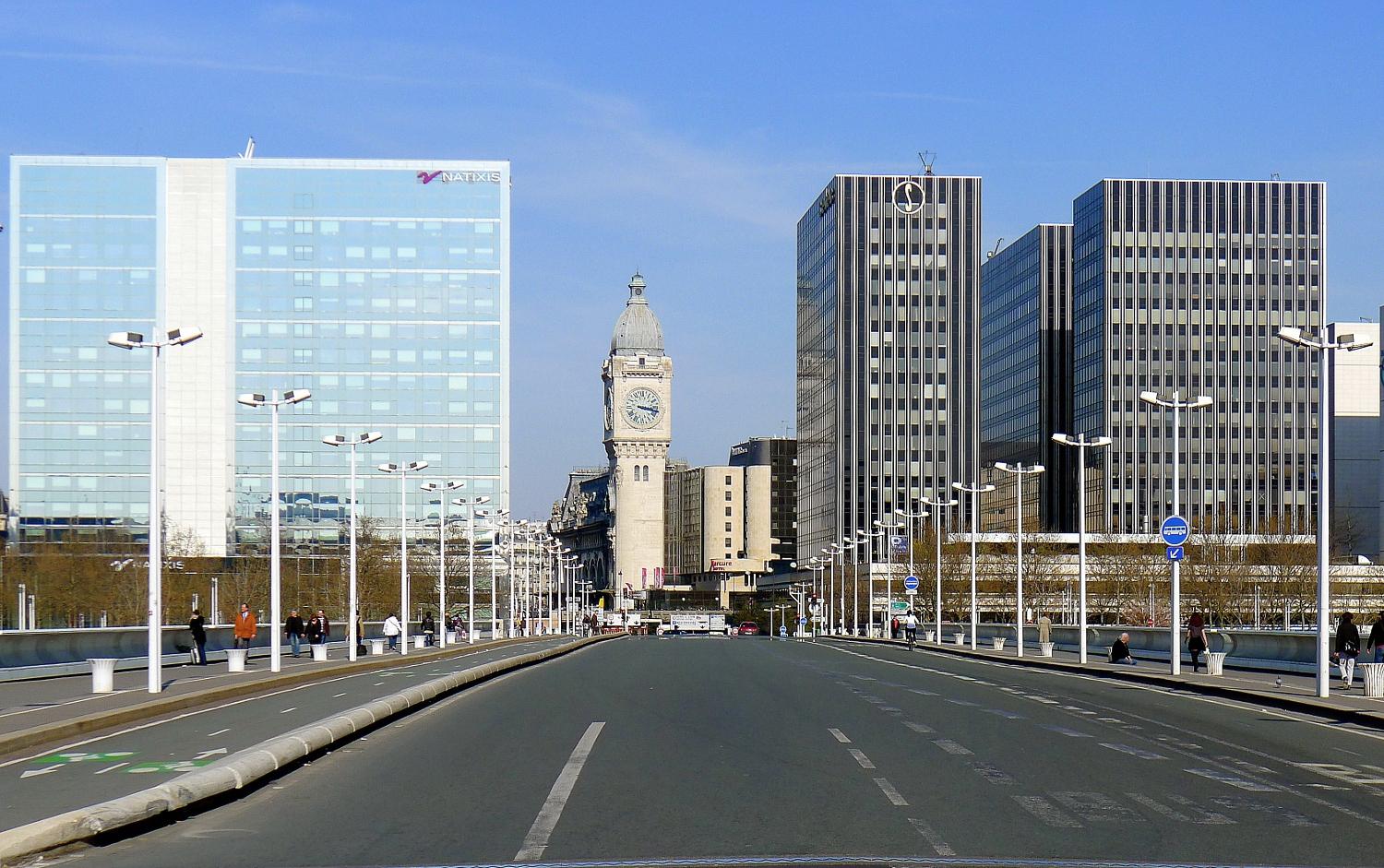
Sul ponte visto dal quai d'Austerlitz con la stazione di Parigi Lione sullo sfondo
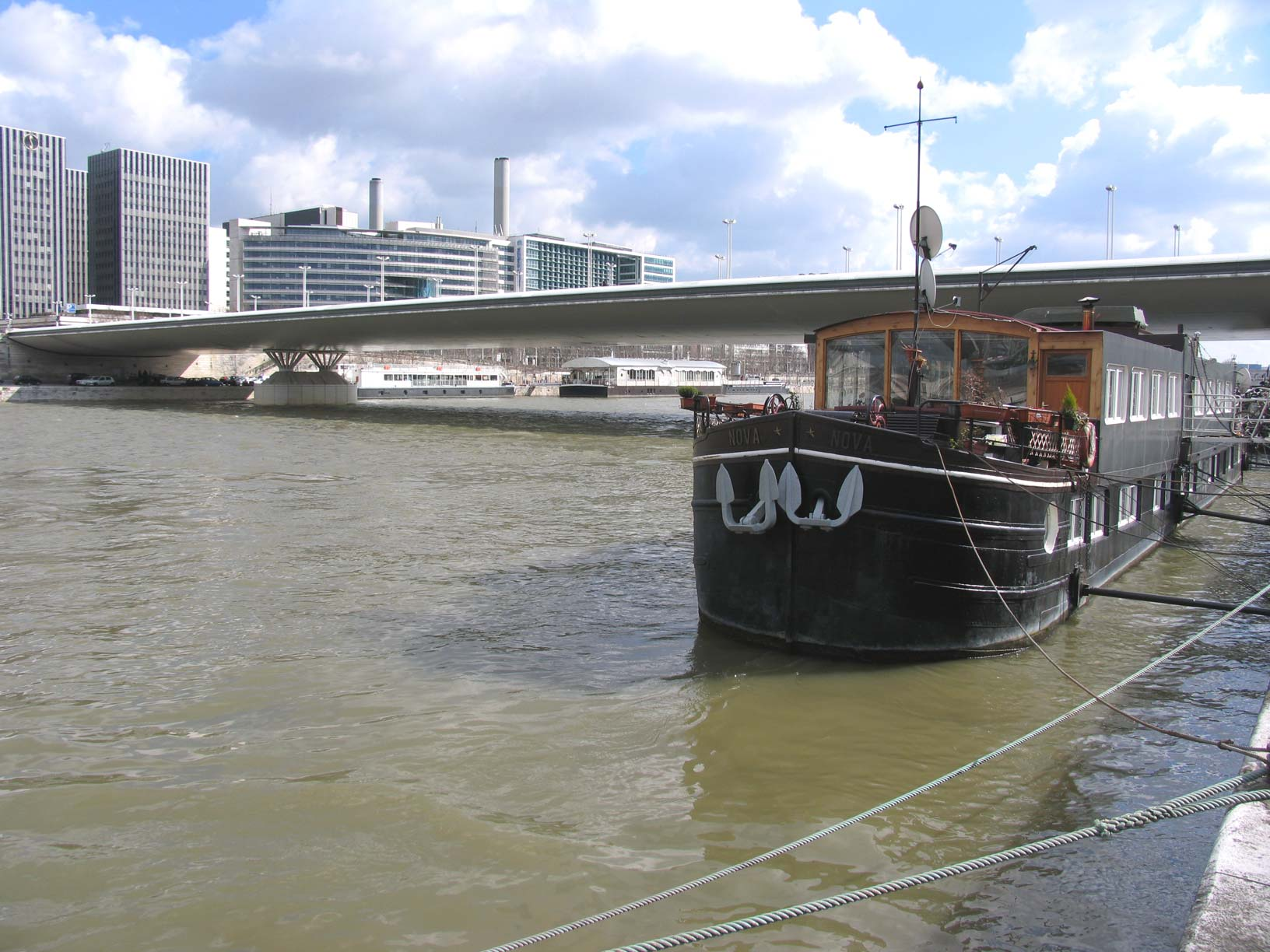
Chiatta ormeggiata ai piedi del ponte
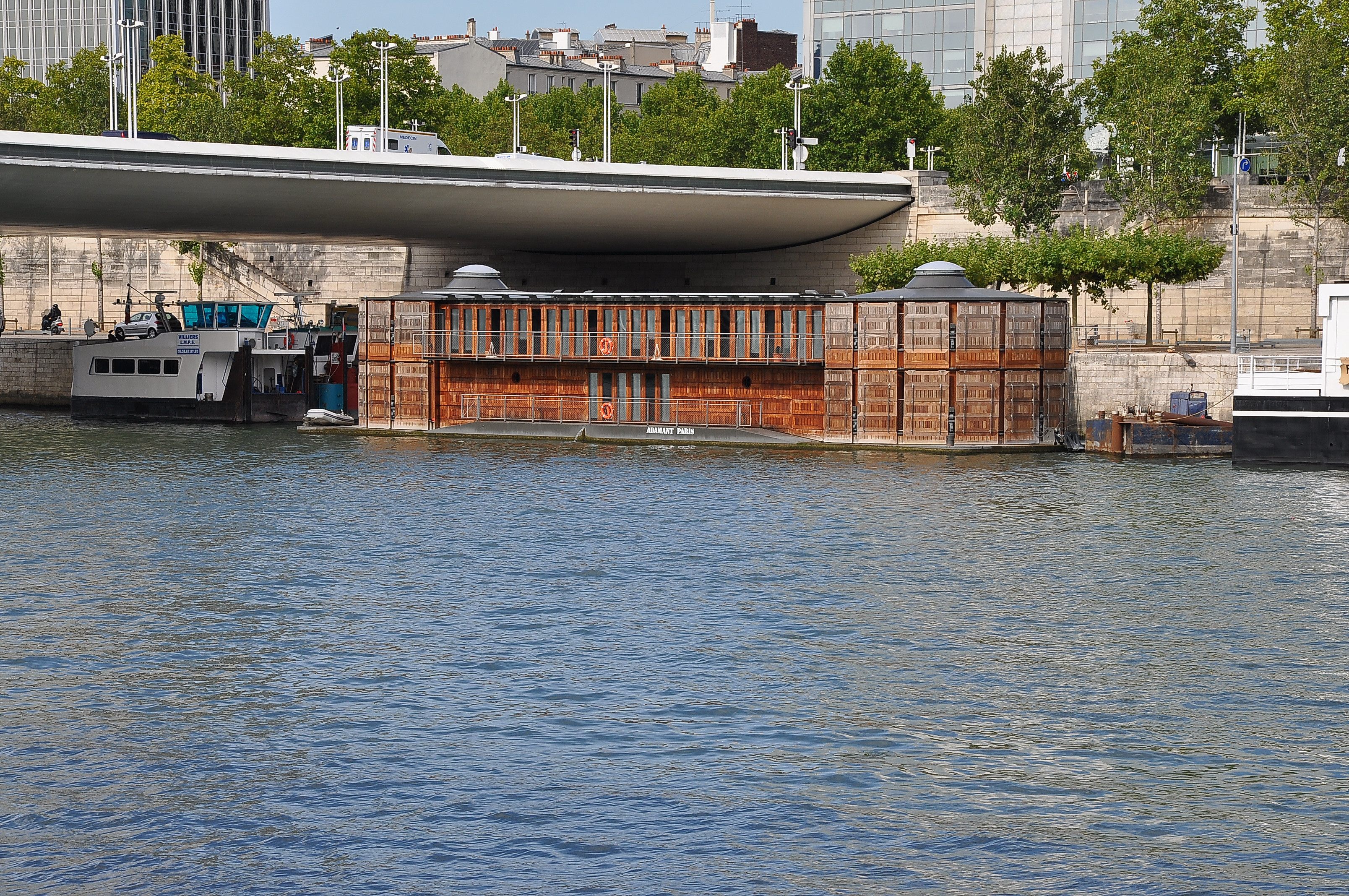
Sotto il ponte è ormeggiata la chiatta L'Adamant, che ospita un ospedale psichiatrico sulla Senna
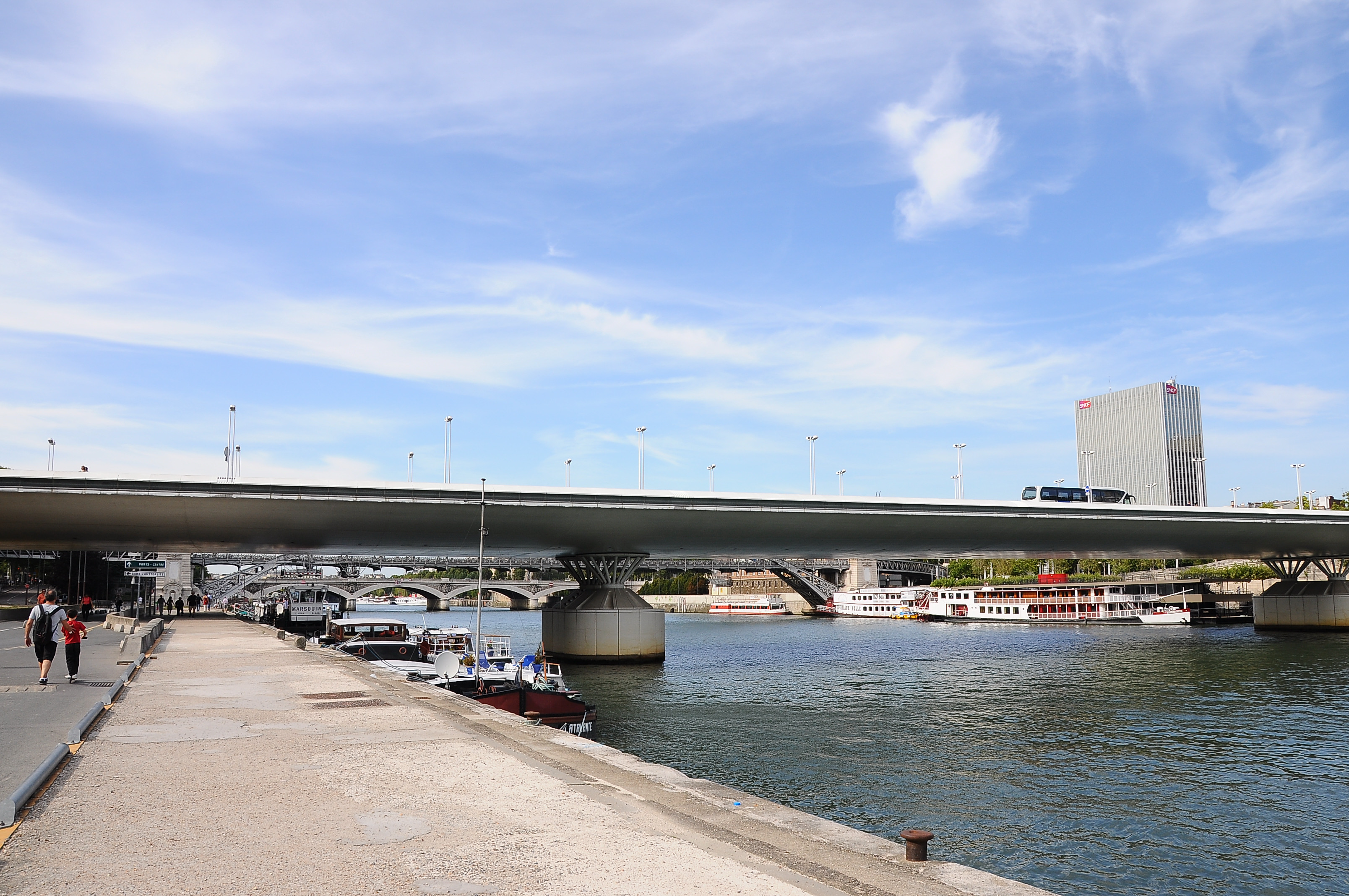
Veduta del porto d'Austerlitz

## Trasporti pubblici
Il ponte è servito dalla stazione della metropolitana
Gare d'Austerlitz.